# Полиник
Полиник в древногръцката митология е син на Едип и Йокаста. Брат на Етеокъл, Антигона и Исмена. Негова съпруга става Аргия (дъщерята на Адраст).

## Легенда
По най-старата версия на този мит, съдържаща се в епическата поема „Тиваида“, след саморазобличаването на Едип, синовете му загубили уважение към баща си. Напомняли му за извършеното престъпление, не му слагали подобаваща трапеза, заточили го в края на двореца, за да заглушат у хората спомена за него. Ядосан на синовете си, Едип ги проклел да делят наследство с меч в ръка, докато не се избият един друг. Така Едип, царя на Тива, оставил царството на двамата си сина, които се разбрали да управляват като се редуват на трона през година. Първи управлявал Етеокъл като по-старши. След първата година, обаче той отказал да отстъпи трона и изгонил Полиник от Тива. Полиник намерил убежище в Аргос при цар Адраст и с богат дар привлякъл на своя страна дъщеря му Аргия и се оженил за нея и убедил тъст си да огранизират поход срещу Тива, за да си върне престола. Заедно с други техни поддръжници нападнали Тива („Седемте срещу Тива“). И двамата братя загинали в битката.
Историята на Полиник продължава и след смъртта му. Цар Креон, който властвал на трона на Тива, забранил под страх от смъртно наказание Полиник да бъде погребан. Антигона, сестрата на Полиник, пренебрегнала заповедта, но била хваната. Креон казал, че тя трябва да бъде оставена да умре от глад. Сестрата на Антигона, Исмена, подкрепила Антигона и пожелала същата участ. Креон затворил Антигона в тъмница. Боговете, чрез слепия пророк Тирезий изразили недоволство от решението на Креон, което го убедило да отмени заповедта си. Той сам се заел да погребе Полиник и да освободи Антигона. Когато Креон влязъл в гробницата, тя вече се била обесила, предпочитайки тази смърт, пред това да бъде погребана жива. Хемон, синът на владетеля, заплюва баща си, и се самоубива, когато Креон влязъл в гробницата. Жената на Креон Евридика, също като на сина си, го последвала.

- Етеокъл и Полиник – мъртви след битката при Тива, 1897 г. илюстрация към Гръцки трагедии от Алфред Чърч
- Антигона и тялото на Полиник